# جون كاريلس
جون كاريلس (بالهولندية: John Karelse)‏ (17 مايو 1970 في هولندا - ) هو لاعب كرة قدم هولندي في مركز حراسة المرمى. لعب مع أغوف أبيلدورن وناك بريدا ونيوكاسل يونايتد.